# Raj Chandra Bose
Raj Chandra Bose (Hoshangabad, 19 giugno 1901 – Colorado, 31 ottobre 1987) è stato un matematico e statistico indiano, noto soprattutto per i suoi contributi alla teoria dei disegni e alla teoria dei codici correttori di errori.

## Vita
Raj Chandra Bose era il primo di cinque fratelli. Suo padre era un dottore. Ebbe una vita serena fino al 1918 quando sua madre morì di influenza. Suo padre morì un anno più tardi per un infarto. Pur in queste difficili circostanze, Bose continuò a studiare, ottenendo i voti migliori agli esami di dottorato in matematica pura all'Università di Calcutta. Compì ricerche sotto la supervisione del geometra professor Shyamadas Mukherjee. Bose trovò lavoro come insegnante al Asutosh College a Calcutta. Riuscì a pubblicare alcuni lavori sulla geometria differenziale delle curve convesse.
La carriera di Bose cambiò nel dicembre 1932 quando P. C. Mahalanobis, direttore del nuovo (1931) Istituto Indiano di Statistica (ISI), propose a Bose un lavoro a mezzo servizio. Mahalanobis aveva notato i lavori di Bose sulla geometria e voleva che lavorasse nel campo della statistica. Il giorno successivo all'arrivo di Bose, il segretario gli portò tutti i volumi di Biometrika con una lista di 50 articoli da leggere e, anche, l'opera di Ronald Fisher Statistical Methods for Research Workers (Metodi statistici per i ricercatori). Mahalanobis gli disse: "Dicevi che non ti occupavi molto di statistica. Ora studia a fondo i 50 articoli … e il libro di Fisher. Questo ti basterà come base in statistica, per il momento." Insieme a S. N. Roy che entrò all'ISI un anno dopo, Bose fu il responsabile matematico dell'Istituto.
Bose iniziò a lavorare sull'analisi multivariata, collaborando con Mahalanobis e Roy. Negli anni 1938 e 1939 Fisher visitò l'India e parlò di come disegnare gli esperimenti. Roy ebbe l'idea di usare la teoria dei campi finiti e della geometria finita per risolvere i problemi nel disegno. Lo sviluppo di una teoria matematica sarebbe stata la principale preoccupazione di Bose fino alla metà degli anni cinquanta.
Tra gli impiegati dell'ISI era diffusa una storiella riguardo alle diverse priorità di Mahalanobis e di Bose. Il professore avrebbe voluto che Bose si occupasse di prendere campioni di riso nei campi per studiarne statisticamente la produzione. A Bose l'argomento non piaceva molto, mentre passava molto del suo tempo a risolvere problemi computazionali grazie ai campi di Galois. Ogni volta che il prof. Mahalanobis chiedeva di Bose, il suo segretario rispondeva sempre che Bose stava lavorando sui campi, cosa che rendeva felice il professore.
Dal 1935 Bose lavorò all'Istituto a tempo pieno. Nel 1940 iniziò ad insegnare all'Università di Calcutta; nel suo primo gruppo di studenti c'era C. R. Rao. Nel 1945 Bose divenne Direttore del Dipartimento di Statistica. Le autorità universitarie gli dissero che avrebbe però dovuto prendere il dottorato nella materia. Per questo motivo egli portò come tesi di dottorato i suoi articoli pubblicati sull'analisi multivariata e sul disegno degli esperimenti e gli fu riconosciuto il titolo di Dottore nel 1947.
Nel 1947 Bose si è recato negli Stati Uniti come professore visitatore alla Columbia University e alla University of North Carolina di Chapel Hill. Ricevette allora offerte di insegnamento da università americane e indiane; il ruolo di professore in un'università indiana avrebbe comportato pesanti impegni amministrativi che secondo il suo parere non gli avrebbero consentito di continuare a fare ricerca. Di conseguenza nel marzo 1949 accettò un posto di professore di statistica alla University of North Carolina a Chapel Hill.
Negli anni trascorsi a Chapel Hill Bose fece importanti scoperte sulla teoria dei codici (con Ray-Chaudhuri) e dimostrò (con Shrikhande) che la congettura di Eulero sulla non esistenza di alcun quadrato greco-latino di ordine 4k + 2 era falsa. Nel 1971, settantenne, andò in pensione, accettando però una cattedra alla Colorado State University di Fort Collins che abbandonò nel 1980. Fino a questa data continuò a seguire studenti di dottorato.

### Alcuni articoli di R. C. Bose
- R. C. Bose (1939): On the construction of balanced incomplete block designs, Annals of Eugenics, 9 pp. 358–399
- R. C. Bose, K. R. Nair (1939): Partially balanced incomplete block designs, Sankhya 4 pp. 337–372
- R. C. Bose, R. K. Ray-Chaudhuri (1960): On a class of error-correcting binary codes, Information and control, 3 pp. 68–79
- R. C. Bose, S. S. Shrikhande (1959): On the falsity of Euler's conjecture about the non-existence of two orthogonal Latin squares of order 4t+2, Proceedings of the national Academy of Science USA, 45, pp. 734–737

### Autobiografia
- J. Gani ed. (1982): The Making of Statisticians, Springer-Verlag.

In un capitolo Bose fa la storia della sua vita.

### Commemorazioni e biografie
- Norman R. Draper (1990): Obituary: Raj Chandra Bose, Journal of the Royal Statistical Society, Series A, Vol. 153, no. 1. pp. 98–99.
- “Raj Chandra Bose”, pp. 183–184 in N. L. Johnson, S. Kotz eds. (1997): Leading Personalities in Statistical Sciences from the Seventeenth Century to the Present J.Wiley - Pubblicato originariamente nella Encyclopedia of Statistical Science